# Amyloflagellula pulchra
Amyloflagellula pulchra är en svampart som först beskrevs av Berk. & Broome, och fick sitt nu gällande namn av Rolf Singer 1966. Amyloflagellula pulchra ingår i släktet Amyloflagellula och familjen Marasmiaceae.   Inga underarter finns listade i Catalogue of Life.